# Catherine Bach

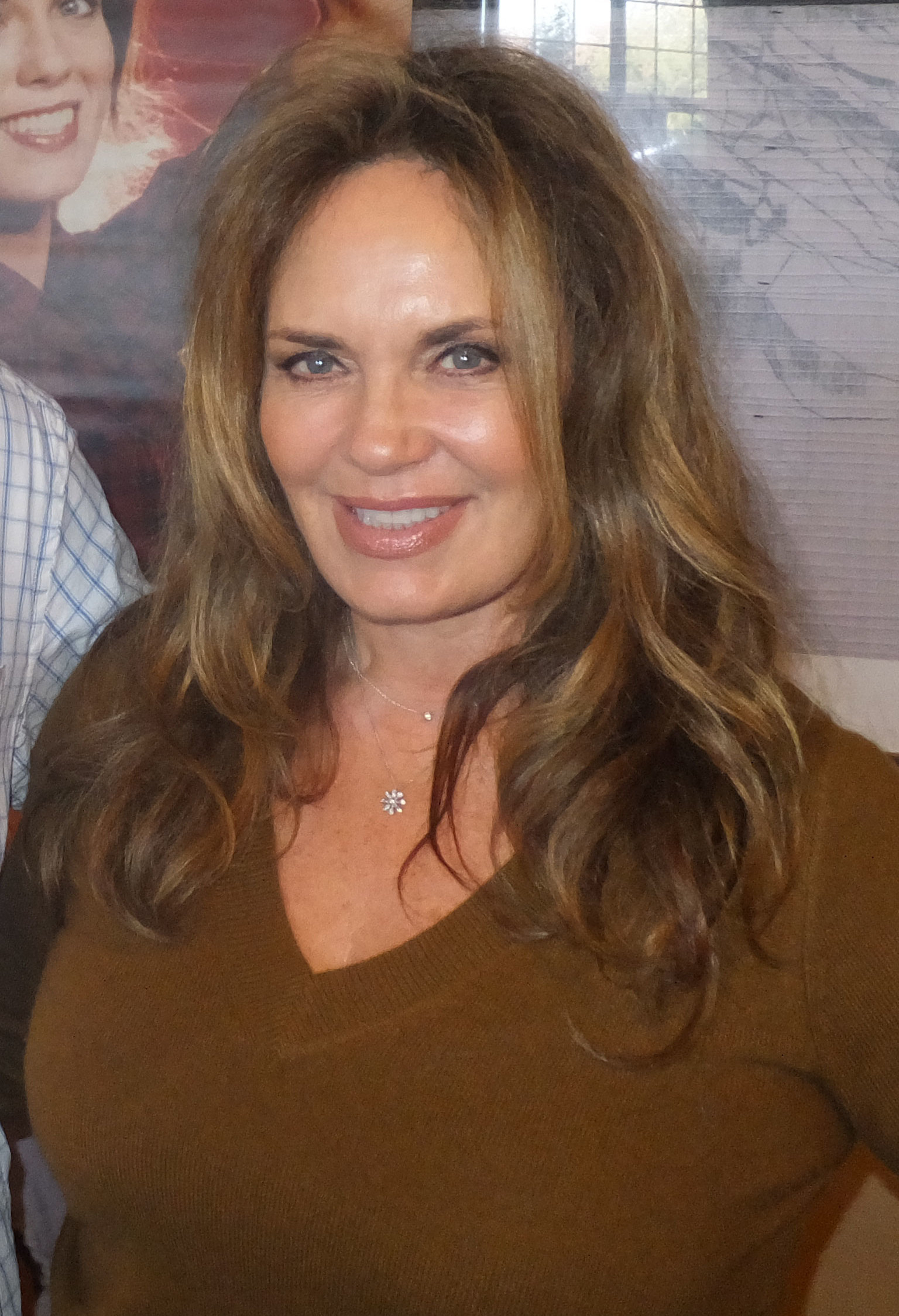
Catherine Bach bei der Chiller Theatre Expo (2013)

Catherine Bach (* 1. März 1954 in Warren, Ohio als Catherine Bachman) ist eine US-amerikanische Schauspielerin.

## Leben
Catherine Bach wurde als Tochter eines deutschen Vaters und einer mexikanischen Mutter 1954 in Warren/Ohio geboren. Nach der Trennung ihrer Eltern wuchs sie in South Dakota auf, wo sie auch die High School besuchte. Im Alter von 16 Jahren ging sie nach Kalifornien, um dort an der USC Schauspiel zu studieren. Zu ihren Lehrern zählten unter anderem Milton Katselas und Anna Strasberg.
Ihr Filmdebüt gab die Schauspielerin 1973 in Der Mitternachtsmann. 1974 stand sie an der Seite von Clint Eastwood und Jeff Bridges in Die letzten beißen die Hunde vor der Kamera. Anschließend wirkte sie in einigen Erotikfilmen von Troma Entertainment mit, bis sie 1979 die Rolle der Daisy Duke in Ein Duke kommt selten allein erhielt. Der Erfolg der Serie machte auch Catherine Bach zum gefragten Star. Die von Bach mitgestalteten Kostüme der Serienfigur waren in den 1970er und 1980er Jahren bei der jungen Generation sehr populär und fanden zahlreiche Nachahmer. Der Ausdruck Daisy Dukes wird noch heute für die Bezeichnung von abgeschnittenen und sehr kurzen Jeans verwendet.
Catherine Bach heiratete 1976 den Produzenten David Shaw, die Ehe wurde 1981 geschieden. Seit 1991 war sie mit dem Schauspieler und Staranwalt Peter Lopez († 2010) verheiratet, mit dem sie zwei Töchter hat, Sophie und Laura.

## Filmografie (Auswahl)
- 1974: Der Mitternachtsmann (The Midnight Man)
- 1974: Die Letzten beißen die Hunde (Thunderbolt and Lightfoot)
- 1975: Straßen der Nacht (Hustle)
- 1978: Die Witwe (Nicole)
- 1979–1985: Ein Duke kommt selten allein (The Dukes of Hazzard, Fernsehserie, 145 Folgen)
- 1980: Love Boat – Doc und die kleinen Blondinen (Fernsehserie)
- 1984: Auf dem Highway ist wieder die Hölle los (Cannonball Run II)
- 1990: Ärger mit Eduard (Masters of Menace)
- 1992: Rage and Honor
- 1992–1994: Himmel über Afrika (African Skies, Fernsehserie, 52 Folgen)
- 1997: Familientreffen der Chaoten (The Dukes of Hazzard: Reunion!, Fernsehfilm)
- 2000: The Dukes of Hazzard: Hazzard in Hollywood (Fernsehfilm)
- 2008: Monk (Fernsehserie, Folge 5x09 Mr. Monk Meets His Dad)
- 2010: Du schon wieder (You Again)
- 2012–2019: Schatten der Leidenschaft (The Young and the Restless) (Fernsehserie)
- 2013: Chapman
- 2015: Hawaii Five-0 (Fernsehserie, Folge 5x24 Luapo'i)
- 2015: The Breakup Girl
- 2015: Book of Fire
- 2016: My Best Friend